# Hina te Fatou
Hina te Fatou (La luna e la terra) è un dipinto del pittore francese Paul Gauguin, realizzato nel 1893 e conservato al Museum of Modern Art di New York.

## Descrizione

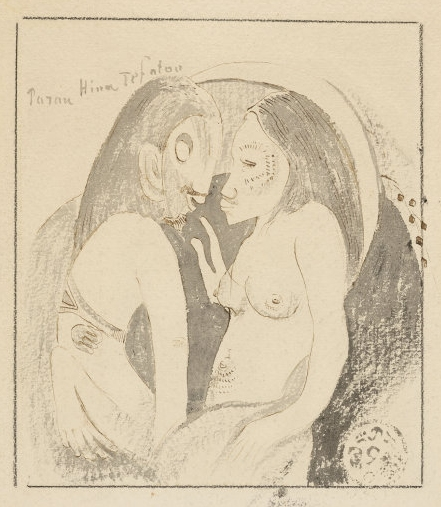
Paul Gauguin, Parau Hina Tefatou (1893-1894); disegno, 34,2×24,8 cm, Art Institute of Chicago

Il pantheon delle divinità tahitiane fu un'inesauribile fonte d'ispirazione per Gauguin e lo stimolò a realizzare nel 1893 Hina te Fatou, uno dei suoi quadri più importanti sia per il tema scelto che per ambizioni. L'opera, infatti, raffigura quell'antico mito polinesiano dove Hina, la dea della luna, chiede a Tefatou, il «genio che animava la terra», di assicurare agli uomini l'immortalità: all'inderogabile diniego di quest'ultimo Hina reagì accettando di dirigere la ricorrenza, pressoché eterna, del moto lunare.
Gauguin immagina il dialogo tra le due divinità nel modo raffigurato nel quadro. Tefatou si erge sullo sfondo e presenta una fisionomia selvaggia, propriamente oceanica, e rivolge a Hina uno sguardo virile e irremovibile. La dea della Luna ha un corpo tenero e delicatamente massiccio e ricorda nel suo complesso importanti fonti figurative occidentali, come le Bagnanti di Courbet e di Ingres: è vista di tergo e cerca, inutilmente, di intercedere a favore degli uomini. Il suo gesto è carezzevole e misericordioso, così come quello del dio terrestre è spietato e inflessibile. Da Fatou, inoltre, sgorga una sorgente tinta di un colore fiammeggiante, quasi sanguigno.
L'opera, esposta nel 1893 presso la galleria Durand-Ruel, suscitò molte perplessità a causa del suo audace impianto dimensionale e cromatico, oltre che per l'ampio spazio che vi viene concesso a un «folclore» selvaggio che anche oggi non manca di generare qualche riserva. Nonostante i biasimi - si pensi a quello proveniente da Camille Pissarro - l'opera fu ammirata e acquistata da Edgar Degas, affermato pittore impressionista che anche in seguito continuò a collezionare avidamente i capolavori gauguiniani. In seguito a un articolato percorso collezionistico l'opera è infine giunta nel 1934 al Museum of Modern Art di New York, dov'è tuttora esposta.